# Валенсия (окръг)
Вижте пояснителната страница за други значения на Валенсия.
Окръг Валенсия (на английски: Valencia County) е окръг в щата Ню Мексико, Съединени американски щати. Площта му е 2766 km², а населението – 75 940 души (2017). Административен център е град Лос Лунас.